# 후쿠이 겐이치

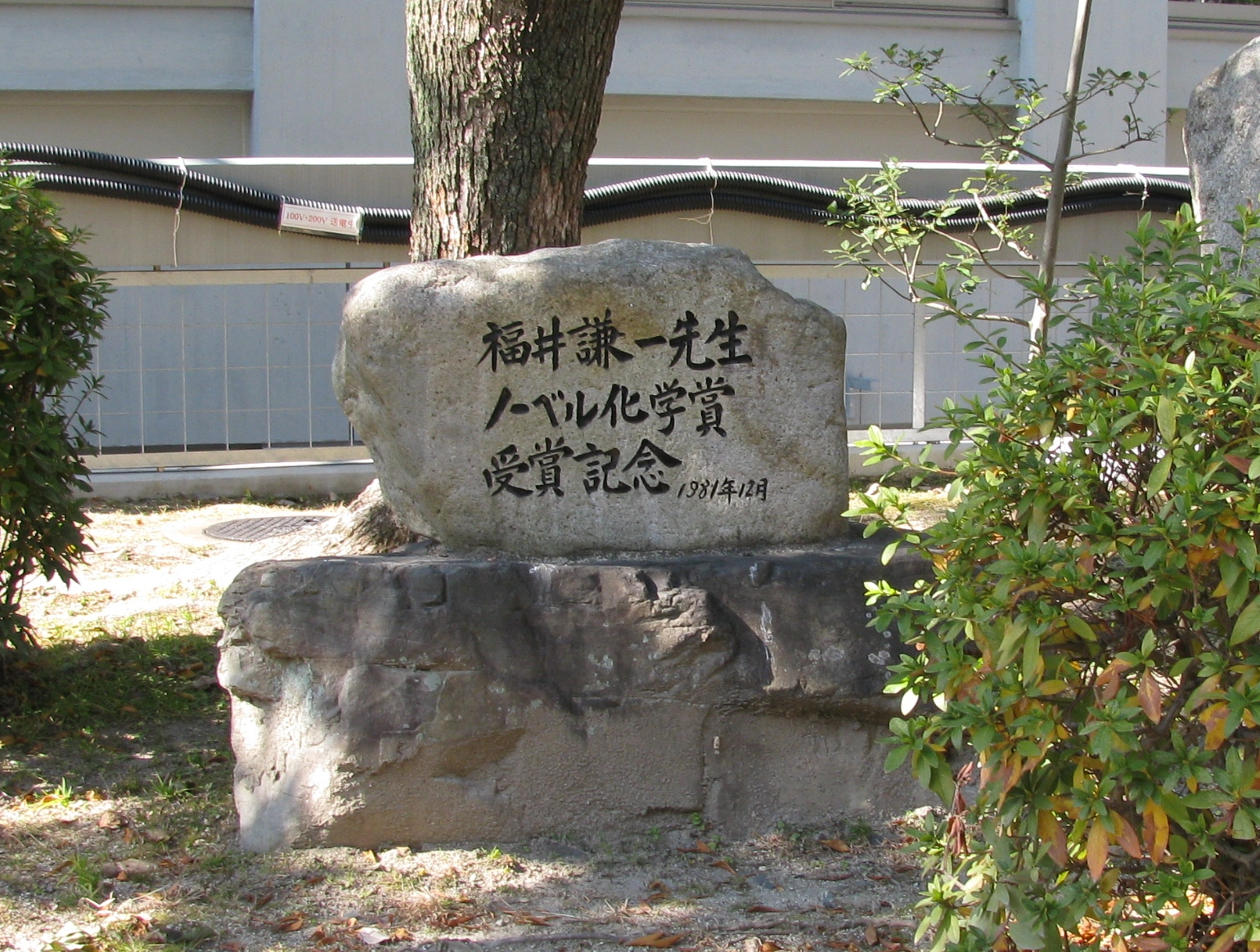
노벨 화학상 수상을 기념하는 후쿠이 겐이치의 기념비(교토 대학 캠퍼스 내에 위치)

후쿠이 겐이치(일본어: 福井 謙一, 1918년 10월 4일 ~ 1998년 1월 9일)는 일본의 화학자이다. 교토 대학과 교토 공예섬유대학에서 명예교수를 역임했고 일본 학사원 회원, 로마 교황청 과학 아카데미 회원, 미국 과학 아카데미 외국인 객원 회원이었다. 1981년에 ‘화학 반응 과정의 이론적 연구’에 의한 공로로 로알드 호프만과 함께 노벨 화학상을 수상했다.
나라현 나라시 출신으로 오사카부 오사카시 니시나리구로 옮겨와 자랐다.

## 약력
- 1930년 3월 : 오사카시 다마데 제2 보통 소학교(현: 오사카 시립 기시노사토 초등학교) 졸업
- 1935년 3월 : 구제 이마미야 중학교(현: 오사카 부립 이마미야 고등학교) 졸업
- 1938년 3월 : 구제 오사카 고등학교 졸업
- 1941년 3월 : 교토 제국대학 공학부 공업화학과 졸업, 동 대학원에 입학과 동시에 단기장교로서 연료연구소에 입소
- 1943년 8월 : 교토 제국대학 공학부 연료화학과 강사(1966년 석유화학과로 개편)
- 1945년 9월 : 교토 제국대학 공학부 연료화학과 조교수
- 1948년 6월 : 공학박사 학위 취득(《화학공업 장치의 온도 분포에 관한 이론적 연구》)
- 1951년 4월 : 교토 대학 공학부 연료화학과 교수(고온화학 강좌)
- 1965년 1월 : 교토 대학 공학부 연료화학과 교수(고압화학 강좌, 1966년부터 ‘탄화수소 물리화학 강좌’로 개칭)
- 1970년 11월 : 교토 대학 평의원(1971년 4월까지)
- 1971년 4월 : 교토 대학 공학부장(1973년 3월까지)
- 1982년 4월 : 정년 퇴임, 동시에 교토 대학 명예교수로 부임
- 1982년 6월 : 교토 공예섬유대학 학장(1988년 5월까지)
- 1988년 6월 : 교토 공예섬유대학 명예교수, 재단법인 기초화학연구소 소장
- 1990년 2월 : 학술 심의회 회장
- 1995년 9월 : 일본 학술진흥회 회장
- 1998년 1월 : 사망(향년 79세)

## 수상 경력
- 1943년 12월 : 정7위
- 1962년 5월 : 일본 학사원상(《공액화합물의 전자 상태와 화학반응에 관한 연구》)
- 1981년 11월 : 문화공로자, 문화훈장
- 1981년 12월 : 노벨 화학상
- 1988년 11월 : 훈일등 욱일대수장
- 1989년 6월 : 런던 왕립학회 외국인 회원[11]
- 1998년 1월 : 종2위
- 2022년 : 역사적 화학논문대상(《프런티어 전자이론에 관한 논문》)[12]

## 저서
- 《양자 화학》(1968년, 아사쿠라 쇼텐)
- 《Theory of Orientation and Stereoselection》(1975년, Springer-Verlag) ISBN 0-387-07426-0
- 《화학반응과 전자의 궤도》(1976년, 마루젠) ISBN 4-621-02132-X
- 《프런티어 궤도법 입문》(1978년, 고단샤) ISBN 4-06-139250-6
- 《과학과 인간을 말한다》(1982년, 교도 통신사) ISBN 4-7641-0114-9
- 《화학과 나》(1982년, 화학동인) ISBN 4-7598-0088-3
- 《학문의 창조》(1984년, 고세이 출판사) ISBN 4-333-01143-4
- 《교육을 향한 직언》(1985년, 팡리서치인스티튜트) ISBN 4-89352-005-9
- 《학문의 창조》(1987년, 아사히 문고) ISBN 4-02-260443-3
- 《21세기 일본의 선택》(1994년, 다이아몬드샤) ISBN 4-478-19018-6
- 《철학의 창조》(1996년, 우메하라 다케시와의 공저, PHP 연구소) ISBN 4-569-55205-6
- 《복합계의 경제학》(1997년, 다이아몬드샤) ISBN 4-478-37216-0
- 《Frontier Orbitals and Reaction Paths》(1997년, World Scientific Publishing Company) ISBN 981-02-2241-6

## 관련 서적
- 《후쿠이 겐이치와 프런티어 궤도 이론(福井謙一とフロンティア軌道理論)》(1983년, 일본화학회 학회출판센터) ISBN 4-7622-6351-6
- 《노벨상의 주변 - 후쿠이 겐이치 박사와 교토 대학의 자유로운 학풍(ノーベル賞の周辺―福井謙一博士と京都大学の自由な学風)》(1999년, 화학동인) ISBN 4-7598-0818-3